# Hamburg-Neugraben-Fischbek

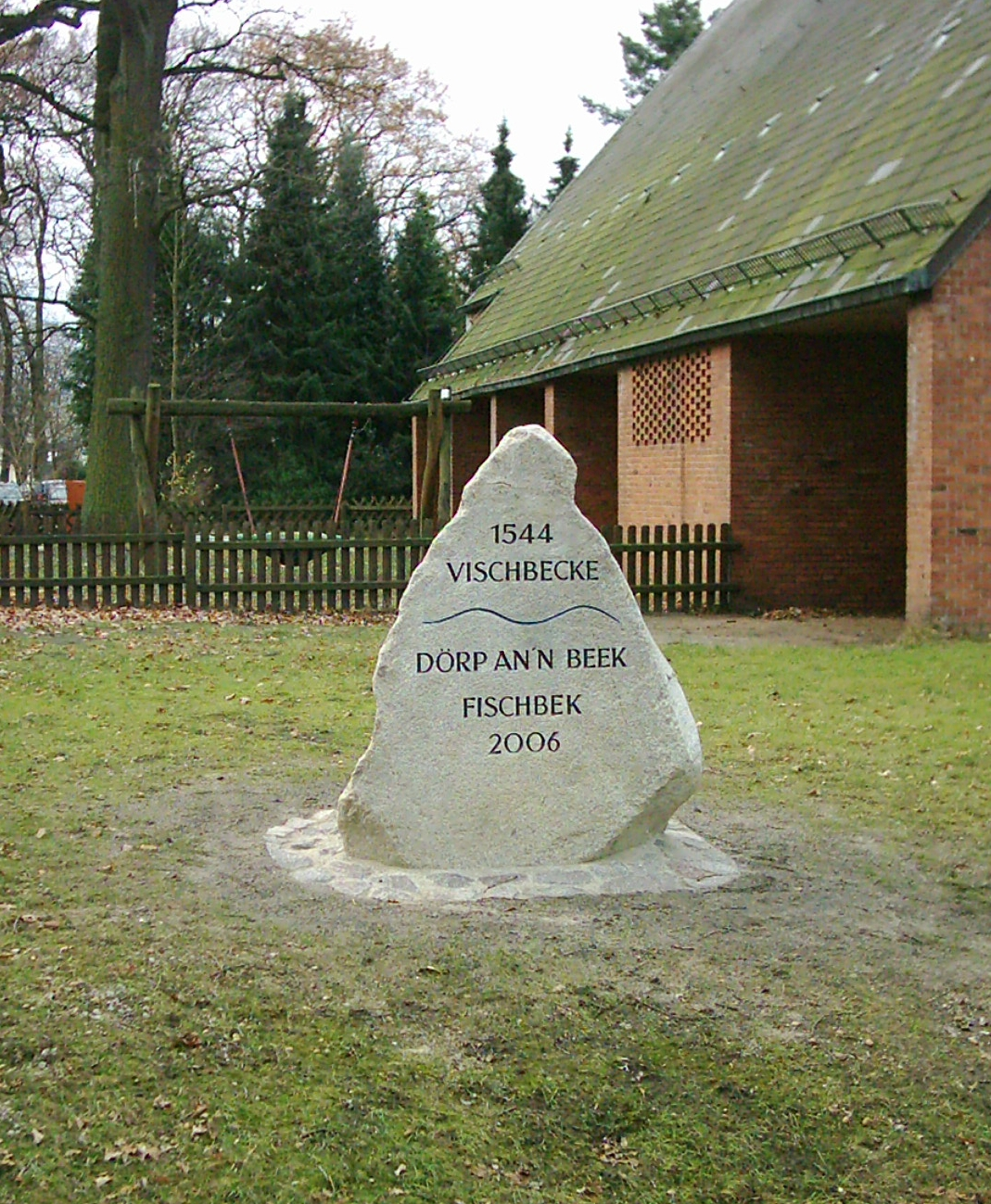
Gedenkstein 1544–2006

Neugraben-Fischbek [ˈfɪʃbeːk], Schreibweise bis zum 27. September 1946 Fischbeck, ist der am weitesten im Südwesten gelegene Stadtteil Hamburgs. Er gehört zum Bezirk Harburg.

## Geographie
Neugraben-Fischbek grenzt im Nordwesten an den Stadtteil Neuenfelde, im Nordosten an Francop, im Osten an Hausbruch und in den anderen Richtungen an den Landkreis Harburg. Südlich der Siedlung Waldfrieden befindet sich mit dem Hasselbrack (116,1 m ü. NHN) die höchste Erhebung in Hamburg.

## Geschichte
Fischbek findet erstmals Erwähnung 1544 als Vischbecke, seinen Namen hat es von einem kleinen Bach mit reichem Fischbestand. Das Dorf Neugraben (Betonung auf der zweiten Silbe) ist als Niegraben um 1510 entstanden und 1577 erstmals auf einer Karte eingezeichnet. Der „neue Graben“, von Herzog Otto I. von Harburg in Auftrag gegeben, sollte die Landschaft entwässern und als Kanal für Last- und Torfkähne dienen. Er ging in den Falkenbek über und begrenzte das Herzogtum Harburg westlich. Die Grenze verlief dann weiter durch die Harburger Berge über den Moisburger Stein. Im Westen schloss sich dann das Herzogtum Braunschweig-Lüneburg mit dem Amt Moisburg an. Der Falkenbek heißt heute Scheidebach und teilte Neugraben noch bis 1937 in einen harburgischen und einen moisburgischen Teil, der zusammen mit Fischbek, Wulmstorf, Ketzendorf kirchlich zu Elstorf und politisch zu Moisburg gehörte.

### Eingemeindungen
Neugraben, das im Osten des Stadtteils liegt und an Hausbruch grenzt, und Fischbek, das weiter westlich liegt, waren bis 1937 eigenständige Gemeinden im preußischen Landkreis Harburg, die erst durch das Groß-Hamburg-Gesetz nach Hamburg eingemeindet wurden. Es gibt deshalb zwei historische Ortskerne.

### Jüdische Geschichte

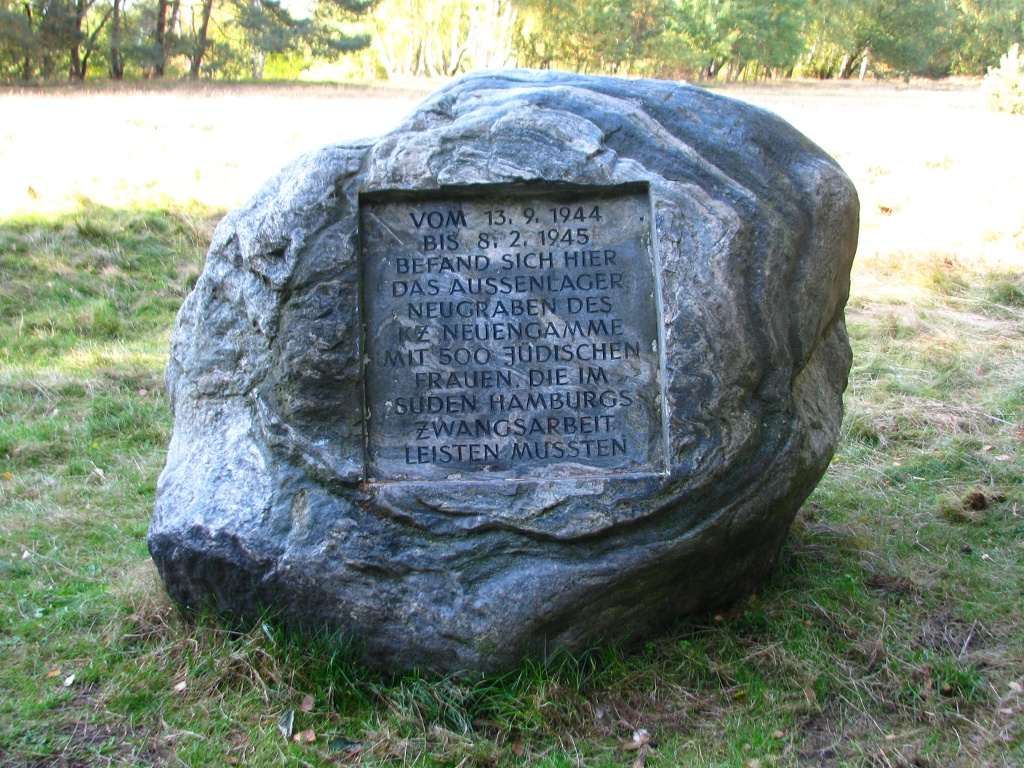
Gedenkstein am ehemaligen Außenlager des KZ Neuengamme

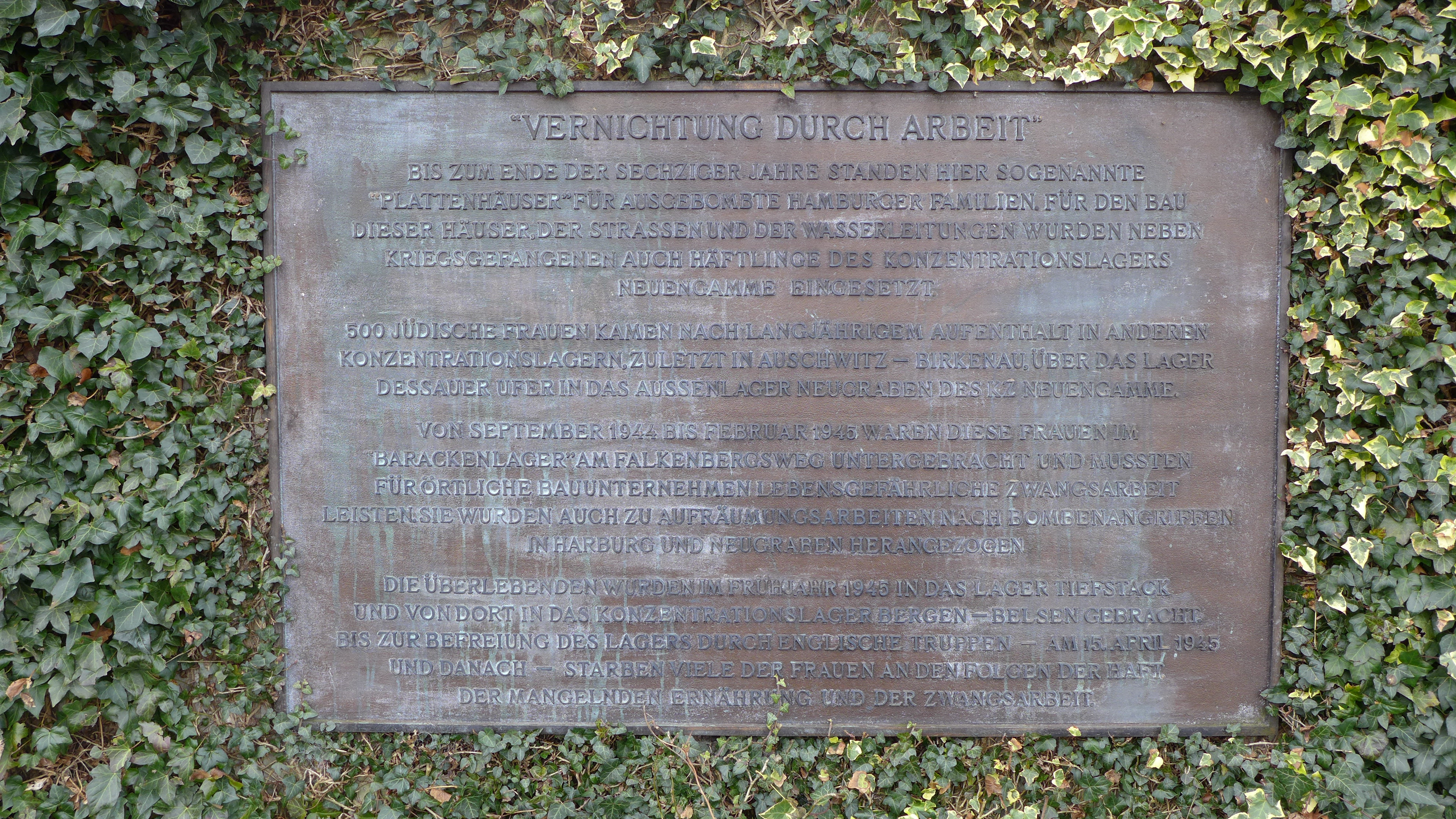
Gedenktafel KZ-Außenlager-Hamburg-Neugraben

Ab 1922 gab es am Ackerweg 5 (heute Standort des Parkhauses am S-Bahnhof) ein sog. „Schalom-Haus“, in dem sich jugendliche Zionisten auf eine Auswanderung nach Palästina vorbereiteten. Das Haus wurde ab etwa 1932 zu allgemeinen Wohnzwecken genutzt und 1993 abgerissen.

### Kriegsgefangenenlager „Oflag X D“ der Wehrmacht
Von Mai 1941 bis Mai 1945 befand sich etwa ein Kilometer nordwestlich des Bahnhofs Neugraben das Oflag X D für Kriegsgefangene der Wehrmacht. Danach diente es noch als Lager für Kriegsflüchtlinge und die Baracken bis in die 1970er Jahre als Wohnungen. Heute gibt es keinerlei Hinweise, Gedenktafeln oder Überreste, die noch auf dieses Kriegsgefangenenlager hinweisen.

### KZ-Außenlager
Vom 13. September 1944 bis 1945 befand sich in Neugraben ein Außenlager des KZ Neuengamme. Am Falkenbergsweg wurden 500 tschechische Jüdinnen gefangen gehalten. Sie kamen aus dem Vernichtungslager KZ Auschwitz-Birkenau und wurden zum Aufbau der Siedlung am Falkenberg eingesetzt.

### Einwohnerentwicklung
Die Einwohnerzahl war – entgegen dem Hamburger Trend – seit der Jahrtausendwende bis 2010 rückläufig, steigt seitdem aber wieder.
| 1987   | 1988   | 1989   | 1990   | 1991   | 1992   | 1993   | 1994   | 1995   | 1996   |
| 25.603 | 25.794 | 26.228 | 26.384 | 26.505 | 26.643 | 27.059 | 27.415 | 27.381 | 27.630 |

| 1997   | 1998   | 1999   | 2000   | 2001   | 2002   | 2003   | 2004   | 2005   | 2006   |
| 27.589 | 27.657 | 27.753 | 27.685 | 27.601 | 27.453 | 27.599 | 27.377 | 27.218 | 27.103 |

| 2007   | 2008   | 2009   | 2010   | 2011   | 2012   | 2013   | 2014   | 2015   | 2016   | 2017   | 2023   |
| 27.052 | 26.948 | 26.729 | 26.782 | 26.953 | 27.025 | 27.160 | 27.519 | 27.879 | 28.991 | 29.877 | 34.443 |

### Statistik
(Quelle: )
- Anteil der unter 18-Jährigen: 22,1 % [Hamburger Durchschnitt: 16,8 % (2023)]
- Anteil der über 64-Jährigen: 18,5 % [Hamburger Durchschnitt: 17,8 % (2023)]
- Ausländeranteil: 21,6 % [Hamburger Durchschnitt: 20,7 % (2023)]
- Arbeitslosenquote: 7,3 % [Hamburger Durchschnitt: 6,2 % (2023)]

Das durchschnittliche Einkommen je Steuerpflichtigen in Neugraben-Fischbek beträgt 39.313 Euro jährlich (2020), der Hamburger Gesamtdurchschnitt liegt bei 48.035 Euro.

## Religionen
Es gibt die Ev.-Luth. Cornelius-Kirche (Fischbek), die evangelisch-lutherische Michaeliskirche (Neugraben), die katholische Heilig-Kreuz-Kirchengemeinde, die seit 50 Jahren bestehende Freie Gemeinde Neugraben e. V., eine Pfingstgemeinde, die ukrainisch-katholische Allerheiligen-Kirchengemeinde (Neugraben), die dem heiligen Dimet geweihte Syrisch-orthodoxe Kirche, eine neuapostolische Gemeinde und eine vom Verein Bündnis der Islamischen Gemeinden in Norddeutschland 2005 in einem ehemaligen Restaurant gebaute und seither betriebene Moschee.

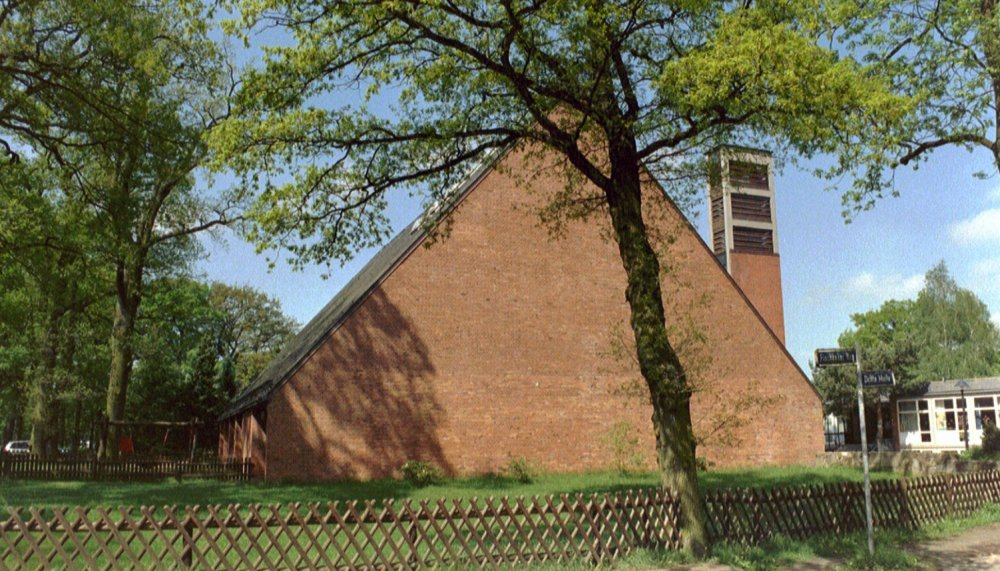
Ev.-Luth. Cornelius-Kirche Hamburg-Fischbek
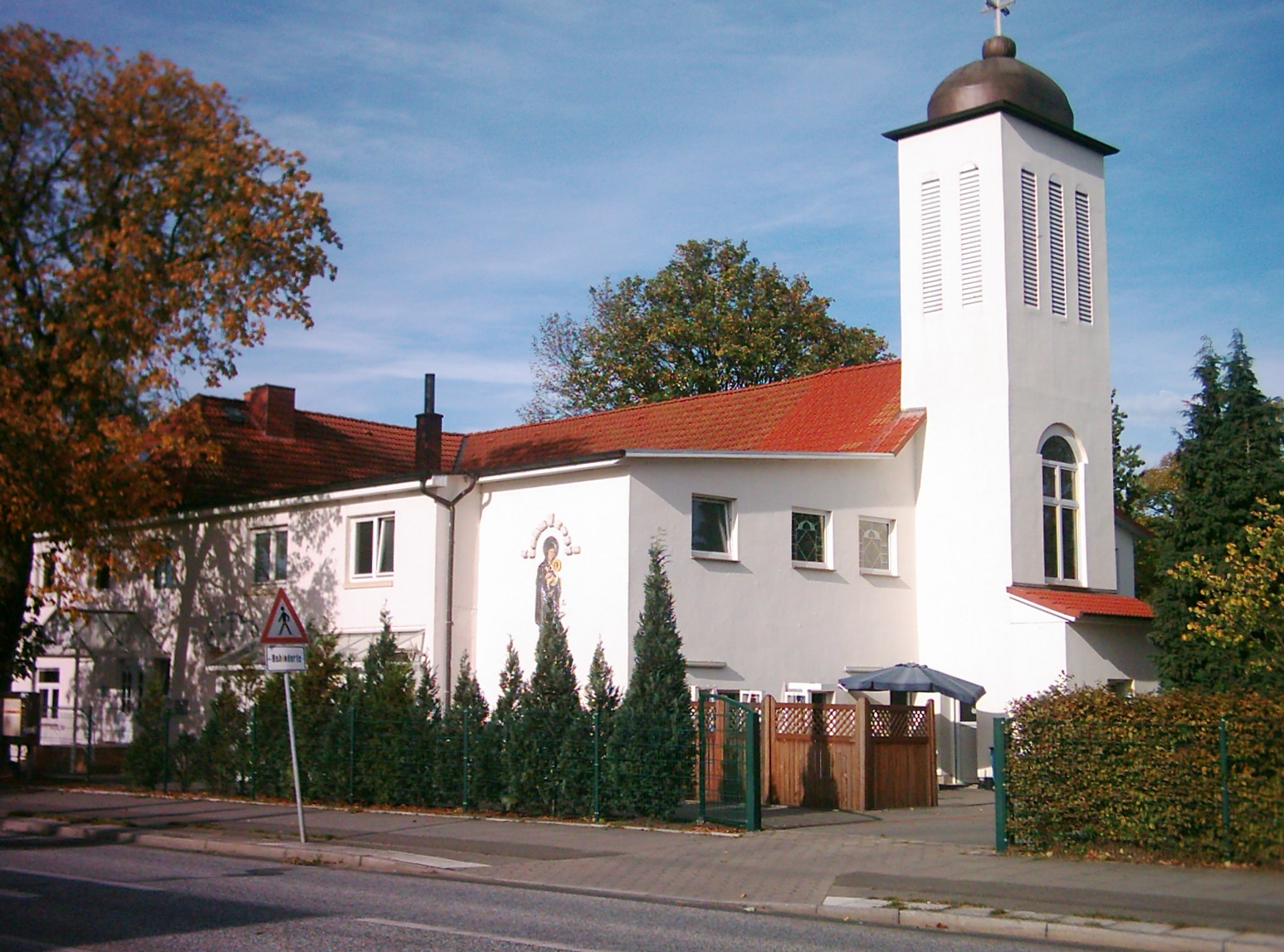
St.-Dimet-Kirche
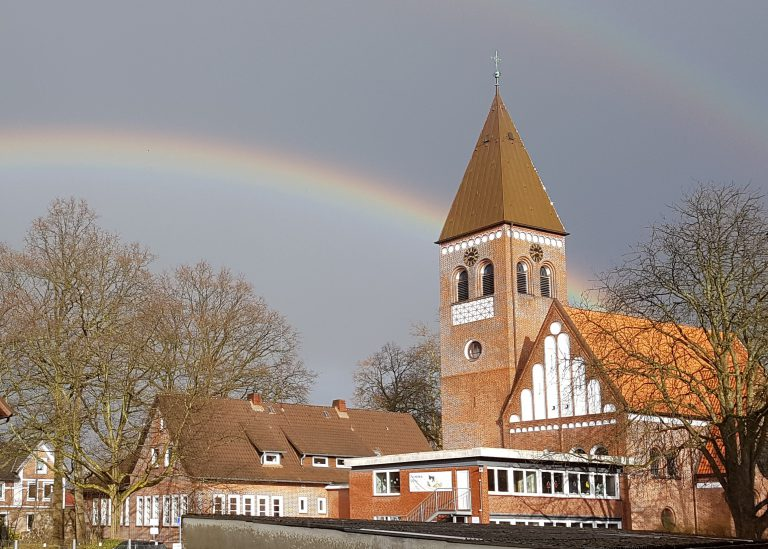
Ev.-Luth. Michaeliskirche Hamburg-Neugraben

## Politik
Die Bürgerschaftswahl 2020 für die Wahl zur Hamburgischen Bürgerschaft, brachte im Stadtteil folgendes Ergebnis:
| Bürgerschaftswahl | SPD    | Grüne 1) | CDU    | AfD    | Linke  | FDP    | Übrige    |
| ----------------- | ------ | -------- | ------ | ------ | ------ | ------ | --------- |
| 2025              | 36,1 % | 11,9 %   | 19,9 % | 14,3 % | 07,0 % | 01,7 % | 09,1 %    |
| 2020              | 43,8 % | 16,7 %   | 11,1 % | 10,5 % | 07,0 % | 04,3 % | 06,6 %    |
| 2015              | 50,0 % | 08,2 %   | 17,4 % | 09,0 % | 05,9 % | 05,9 % | 03,6 %    |
| 2011              | 51,7 % | 07,1 %   | 24,5 % | –      | 05,8 % | 04,9 % | 06,0 %    |
| 2008              | 34,9 % | 06,8 %   | 45,3 % | –      | 06,2 % | 03,9 % | 02,9 %    |
| 2004              | 30,5 % | 07,3 %   | 50,9 % | –      | –      | 02,4 % | 08,9 % 2) |

Für die Bundestagswahl gehört Neugraben-Fischbek zum Wahlkreis Hamburg-Bergedorf – Harburg. Bei den Bezirksversammlungswahlen ist der Stadtteil auf die Wahlkreise „Neugraben-Fischbek/Ost, Moorburg, Altenwerder, Francop, Neuenfelde, Cranz“ und „Neugraben-Fischbek/West“ aufgeteilt.

## Infrastruktur

### Projekte „Naturverbunden Wohnen“
Die IBA Hamburg GmbH initiierte und betreut im Auftrag der Freien und Hansestadt Hamburg mehrere Bauvorhaben in Neugraben-Fischbek. Der Stadtteil soll dank seiner Randlage und der Nähe zu Naherholungs- und Naturschutzgebieten wie den Harburger Bergen und dem Moor Ort für „naturverbundenes Wohnen“ sein. Die drei Neubaugebiete „Vogelkamp Neugraben“ (Bebauungsplan Neugraben-Fischbek 65), „Fischbeker Heidbrook“ (Neugraben-Fischbek 66) und „Fischbeker Reethen“ (Neugraben-Fischbek 67) sollen unter dem Slogan vom „naturverbunden Wohnen“ entwickelt und vermarktet werden.
Zwischen dem S-Bahnhof Neugraben und dem EU-Vogelschutzgebiet Moorgürtel entsteht das Wohngebiet „Vogelkamp Neugraben“ auf Grundlage des Bebauungsplans Neugraben-Fischbek 65. Es entstehen insgesamt etwa 1700 Wohneinheiten in einem Mix aus Einfamilien-, Reihen- und Doppelhäusern sowie kleinteiligen Mehrfamilienhäusern.
Von 2014 bis 2022 wurde auf dem 54 Hektar großen Gelände der ehemaligen Röttiger-Kaserne das Wohngebiets „Fischbeker Heidbrook“ entwickelt. Das Wohngebiet soll rund 1200 Wohneinheiten umfassen.
2016 wurde das dritte Wohngebiet mit dem Namen „Fischbeker Reethen“ vorgestellt. Auf 70 Hektar sollen etwa 2300 Wohnungen in einer Mischung von Reihen-, Einzel- und Mehrfamilienhäusern entstehen. Den städtebaulich-landschaftsplanerischen Wettbewerb gewann der niederländische Städtebauer Kees Christiaanse. An der S-Bahn-Strecke sind Gewerbehallen als Lärmschutzbauwerke geplant.
Mit der Entwicklung der Gebiete wurde auch ein neues Bürgerzentrum mit direkter Anbindung zum S-Bahnhof Neugraben gebaut. Das BGZ Süderelbe (Bildungs- und Gemeinschaftszentrum Süderelbe) umfasst unter anderem eine Grundschule (ehemalige Grundschule Quellmoor), eine Kindertagesstätte (ehemaliges Cux 400) und ein Fitnesscenter (Fit Hus). Zum BGZ gehört auch die CU-Arena, Heimspielstätte der Volleyball-Mannschaft VT Hamburg des TV Fischbeks.

### Förderung
Seit 2007 wurde der Stadtteil mehrfach durch das städtebauliche Rahmenprogramm Integrierte Stadtentwicklung (RISE) gefördert. Das Gebiet „Zentrum Neugraben/Bahnhofssiedlung/Petershofsiedlung“ wurde im Jahr 2007 in das Programm „Integrierte Stadtteilentwicklung“ aufgenommen. Die Projektbetreuung ist seit Juli 2009 bei der steg Hamburg angesiedelt. Im Februar 2017 gab der Senat bekannt, mit 1,8 Mio. Euro den Bau eines Wohnviertels für 12.000 Menschen in Neugraben-Fischbek zu fördern.
Ziel der Stadtteilentwicklung ist es, mit Hilfe eines integrierten Entwicklungskonzeptes, anknüpfend an die Vielzahl von Potentialen, eine Stabilisierung und Aufwertung des Gebietes zu erreichen. Das Gebiet Zentrum Neugraben/Bahnhofssiedlung/Petershofsiedlung soll sich so als nachgefragter Wohnstandort und als attraktives Versorgungszentrum mit zeitgemäßem, ausdifferenziertem Waren- und Dienstleistungsangebot etablieren.
Mieten und Immobilienpreise rangieren gemessen am Hamburger Durchschnitt im unteren Bereich, je nach Lage bestehen jedoch große Unterschiede innerhalb des Stadtteils.
| Immobilienpreise [€ / m²]             | 2000 | 2001 | 2002 | 2003 | 2004 | 2005 | 2006 | 2007 | 2008 | 2009 | 2010 | 2011 | 2012 | 2013 | 2014 |
| unbebaute Grundstücke                 |      | 190  | 200  | 200  | 200  | 195  | 215  | 185  | 195  | 175  | 175  | 175  | 213  | 244  | 259  |
| Ein- und Zweifamilienhäuser (Bestand) | 1665 | 1707 | 1715 | 1721 | 1700 | 1743 | 1755 | 1629 | 1742 | 1620 | 1613 | 1761 | 1829 | 2116 | 2045 |
| Ein- und Zweifamilienhäuser (Neubau)  | -    | -    | -    | -    | -    | -    | -    | -    | -    | -    | 2215 | 1679 | 1994 | 2004 | 2174 |
| Eigentumswohnungen (Bestand)          | 1442 | 1399 | 1296 | 1423 | 1306 | 1555 | 1406 | 1341 | 1220 | 1268 | 1256 | 1389 | 1525 | 1539 | 1659 |

### Verkehr

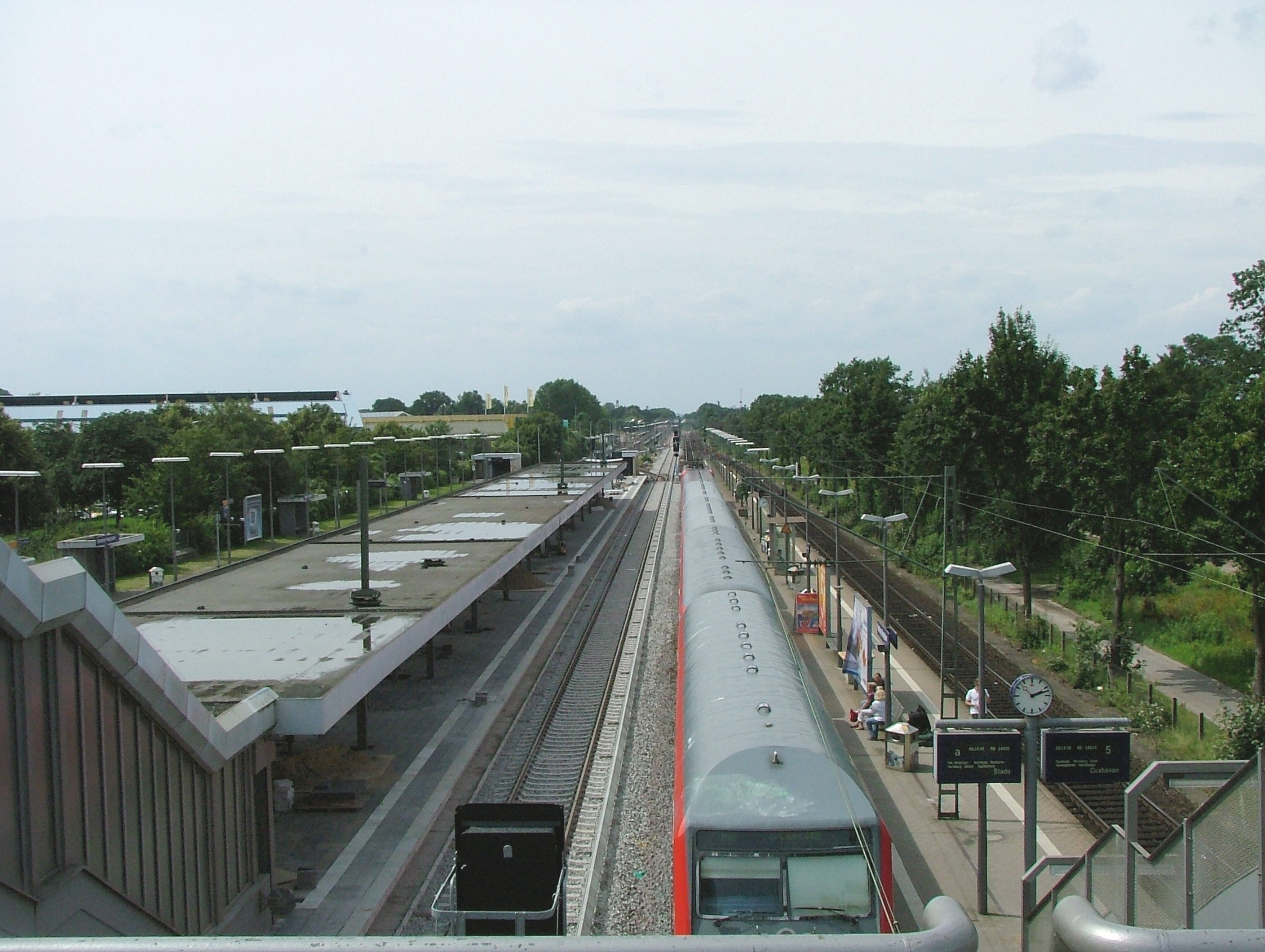
Der Bahnhof Neugraben

Die Bundesstraße 73 geht durch Neugraben. Zur Bundesautobahn 7 sind es etwa 3 km. Nördlich von Neugraben-Fischbek ist die A 26 in Bau.
Der Bahnhof Neugraben liegt seit dem 1. April 1881 an der Eisenbahnstrecke von Hamburg-Harburg nach Cuxhaven (Niederelbebahn), die seit dem 9. Dezember 2018 von der Regionalverkehre Start Deutschland betrieben wird. Der Bahnhof trug zunächst einfach die Bezeichnung Neugraben, bevor er in Folge des Groß-Hamburg-Gesetzes zum 1. April 1938 in Hamburg-Neugraben umbezeichnet wurde. Am Neugrabener Bahnhof endeten ab 1984 die Linien S3 und S31 der S-Bahn Hamburg. Für den S-Bahn-Anschluss wurde der Bahnhof vollständig umgebaut. Von hier aus betrieben die Eisenbahnen und Verkehrsbetriebe Elbe-Weser eine Verbindung nach Bremerhaven.
Seit dem Winter-Fahrplanwechsel 2007 fährt die S-Bahn mit Zweisystemzügen (Gleichstrom-Stromschiene/Wechselstrom-Oberleitung) weiter bis Stade. Für diesen Zweck wurde der neue Haltepunkt Hamburg-Fischbek eingerichtet. Mit der Verlängerung der S-Bahn wurde der Regionalzug-Verkehr in Neugraben eingestellt, der dafür genutzte Bahnsteig mit den Gleisen 4 und 5 wurde stillgelegt.
| Linie | Verlauf |
| ----- | --- |
| S 3   | Pinneberg – Thesdorf – Halstenbek – Krupunder – Elbgaustraße – Eidelstedt – Stellingen (Arenen) – Langenfelde – Diebsteich – Altona – Königstraße – Reeperbahn – Landungsbrücken – Stadthausbrücke – Jungfernstieg – Hauptbahnhof – Hammerbrook (City Süd) – Elbbrücken – Veddel (BallinStadt) – Wilhelmsburg – Harburg – Harburg Rathaus – Heimfeld (TU Hamburg) – Neuwiedenthal – Neugraben                                                     |
| S 5   | Elbgaustraße – Eidelstedt – Stellingen (Arenen) – Langenfelde – Diebsteich – Holstenstraße – Sternschanze – Dammtor – Hauptbahnhof \ Hauptstrecke – Hammerbrook (City Süd) – Elbbrücken – Veddel (BallinStadt) – Wilhelmsburg – Harburg – Harburg Rathaus – Heimfeld (TU Hamburg) – Neuwiedenthal – Neugraben – Fischbek – Neu Wulmstorf – Buxtehude – Neukloster – Horneburg – Dollern – Agathenburg – Stade / in Tagesrandzeiten – Berliner Tor |

### Ansässige Unternehmen
An drei Tagen der Woche, dienstags, donnerstags und samstags, findet der Süderelbe-Wochenmarkt statt. Viele andere Geschäfte und zwei große Supermärkte sind ebenfalls vorhanden. Auch zwei Hotels liegen hier in der Nähe, das „Deutsche Haus“ und der „Scheideholzer Hof“.
Am nördlichen Ende der Fußgängerzone befindet sich in zwei Gebäudekomplexen südlich und nördlich der B 73 das Süderelbe-Einkaufszentrum (SEZ). Es wurde zu Beginn der 1980er Jahre zusammen mit dem neuen S-Bahnhof und einer erneuerten Busumsteigeanlage errichtet und im Oktober 1981 eröffnet. Es bildet in beiden Komplexen eine bauliche Einheit mit Geschosswohnungsbau. Das SEZ besitzt in beiden Hälften zwei Etagen mit Ladenflächen und Tiefgaragen. Eine Brücke über die Bundesstraße 73 verbindet den südlichen mit dem nördlichen Teil des Zentrums. Zur Infrastruktur des Einkaufszentrums gehören Geschäfte des täglichen Bedarfs und ein Möbelhaus, aber auch eine Kindertagesstätte und Räumlichkeiten für mehrere Vereine.
Einige Ladengeschäfte, insbesondere in der Oberetage, stehen jedoch leer und am gesamten Gebäude ist ein zunehmender Verfall zu beobachten.
Im erweiterten ehemaligen Karstadt-Gebäude, das nach der Schließung komplett entkernt wurde, befindet sich seit Herbst 2006 eine Kaufland-Niederlassung. Durch die daraus resultierende Wiedereröffnung und die Erweiterung wurden mehr Parkplätze geschaffen.

### Brandschutz, Gesundheit und Sicherheit
In Neugraben-Fischbek wurde im Juni 2024 eine Rettungswache der Feuerwehr Hamburg mit zwei Rettungswagen (RTW) in den Betrieb genommen. Den Brandschutz stellt die Feuerwehr Hamburg mit der im Stadtteil Hausbruch gelegenen Feuer- und Rettungswache Süderelbe sowie den beiden Freiwilligen Feuerwehren Fischbek und Neugraben sicher.
Das nächste Krankenhaus mit einer Notaufnahme ist das Asklepios Klinikum Harburg, das drittgrößte Krankenhaus in Hamburg. Außerdem stellt vor allem für pädiatrische und gynäkologische Notfälle das Krankenhaus Mariahilf die medizinische Versorgung sicher.
Direkt im Kern von Neugraben, am Marktplatz, liegt das Polizeikommissariat 47 (kurz PK 47) der Polizei Hamburg. Das Polizeikommissariat deckt die Stadtteile Neugraben-Fischbek, Hausbruch, Francop, Moorburg, Finkenwerder (mit Außenstelle), Neuenfelde, Cranz und Teile des Hafens ab, außerdem fahren die Streifenwagen bis nach Niedersachsen, um dort die kleineren Polizeiposten zu unterstützen.

### Bildungseinrichtungen
In Neugraben-Fischbek gibt es derzeit 7 Standorte mit Grundschulen, 5 weiterführende Schulen und eine Fördereinrichtung
Grundschulstandorte:
- Grundschule An der Haake
- Grundschule Neugraben (früher (Volks-)Schule Neugraben – mit über 340 Jahren eine der ältesten Schulen in Hamburg)
- Grundschule Am Johannisland (ehemalige Grundschule Quellmoor nach Umzug zum neuen Standort umbenannt)
- Grundschule Schnuckendrift
- Grundschule Ohrnsweg
- Grundschule Schnuckendrift (am Standort der ehemaligen Katholische Schule Neugraben mit geplanter Ausgliederung als eigenständige Schule)

- Stadtteilschule Fischbek-Falkenberg mit dem Grundschulstandort Falkenberg

weiterführende Schulen:
- Stadtteilschule Fischbek-Falkenberg
- Stadtteilschule Süderelbe
- Stadtteilschule in den Reethen (Gründungsort ehemalige Katholische Schule Neugraben, Umzug 2026 ins Neubaugebiet Fischbeker Reethen geplant)

- Gymnasium Süderelbe
- Gymnasium Neugraben (Neugründung zum Schuljahr 2024/25 am Standort der ehemaligen Katholische Schule Neugraben)

Fördereinrichtung:
- Regionalen Bildungs- und Beratungszentrum Süderelbe (ReBBz) (die ehemalige Frieda-Stoppenbrink-Schule ist seit 2012 als Bildungsabteilung im ReBBz integriert.)

ehemalige Schulen:
Die Grundschule Katholische Schule Neugraben hat zum Schuljahresende 2023 ihre letzten Schüler an weiterführende Schule abgegeben und wurde abgewickelt. Das Grundstück wurde 2023 an die Stadt Hamburg zurück verkauft die am Standort drei neue Schulen gründete.

### Ämter
In der Fußgängerzone im Zentrum Neugrabens liegt das ehemalige Ortsamt Süderelbe. Seit der Verwaltungsreform 2007 existiert das Ortsamt Süderelbe in seiner ursprünglichen Funktion nicht mehr und der Ortsamtsleiter wurde durch den Regionalbeauftragten Süderelbe ersetzt.

### Röttiger-Kaserne und Standortübungsplatz Fischbeker Heide

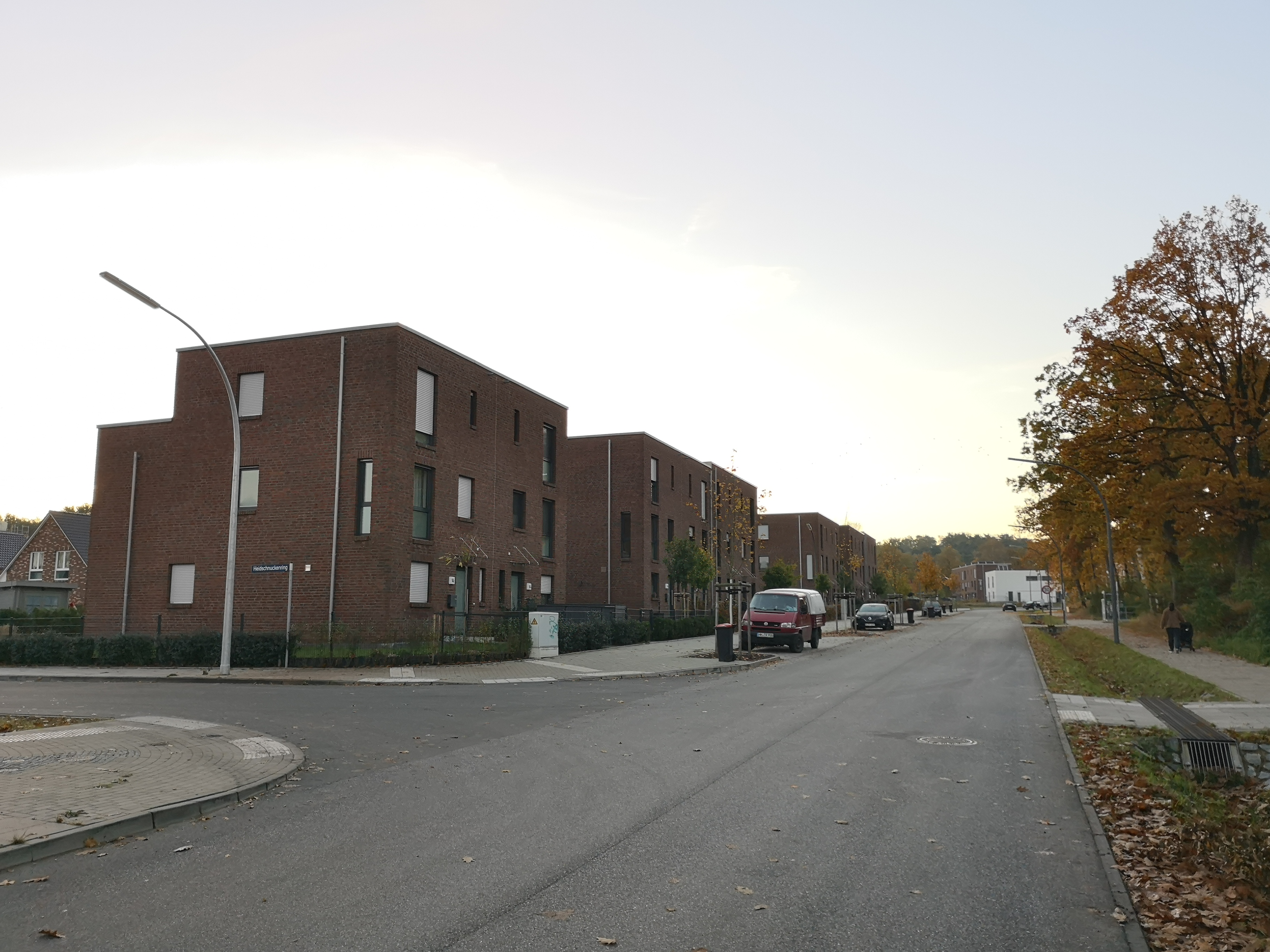
Östliche Hauptstraße, ehemalige Röttiger-Kaserne, jetzt Straße „Im Fischbeker Heidbrook“

Die Panzer-Kaserne Fischbek wurde 1937–1944 für die deutsche Wehrmacht gebaut. Nach Kriegsende übernahm die britische Armee das Gelände – nach deren Abrücken wurde es ab April 1948 von der Hamburger Sozialverwaltung genutzt. Die Kasernenanlagen wurden im Zuge des Aufbaus der Bundeswehr 1959 von dieser übernommen und zum größten Kasernenareal Hamburgs ausgebaut. 2005 wurde die Kaserne im Zuge der Verkleinerung der Bundeswehr endgültig geschlossen.
Auf dem ehemaligen Kasernengelände entsteht seit 2013 das Wohngebiet „Fischbeker Heidbrook“.
Auf dem ehemaligen Standortübungsplatz Fischbeker Heide, der auf Neu Wulmstorfer Gebiet liegt, soll neben einem Naturschutzgebiet eine Waldsiedlung mit rund 60 Wohneinheiten entstehen.

## Kultur und Sehenswürdigkeiten
Zu Fischbek gehört auch das Naturschutzgebiet Fischbeker Heide, nach der Lüneburger Heide die zweitgrößte Heide Deutschlands. Hier befindet sich das Fischbektal, das Bett des versiegten Flüsschens Fischbek, das durch Trinkwasserentnahme um 1930 austrocknete und der Archäologische Wanderpfad in der Fischbeker Heide. Er wurde 1975 vom Helms-Museum der Öffentlichkeit übergeben. Er umfasst die größte geschlossene Gruppe oberirdisch sichtbarer Bodendenkmäler auf Hamburger Gebiet. Auf dem 2002 restaurierten Wanderweg werden von der Jungsteinzeit bis in die Eisenzeit entstandene Bodendenkmale an elf Stationen durch Schautafeln erläutert.
Im Norden Fischbeks liegt das Naturschutzgebiet Moorgürtel, ein sumpfiger Ausläufer des Alten Landes, eines der letzten Rückzugsgebiete des gefährdeten Wachtelkönigs. Es ist ein EU-Vogelschutzgebiet. Durch dieses Gebiet soll die geplante und seit Jahren umstrittene Autobahn A 26 führen.

## Sport
Der ortsansässige Verein TV Fischbek hatte eine Volleyballmannschaft, die in der 2. Bundesliga spielte.
Außerdem gibt es:
- den FC Süderelbe
- den FTSV Altenwerder
- den Schützenverein Fischbek von 1903
- den Schützenverein Neugraben-Scheideholz von 1894 e. V.
- den Segelflug-Club Fischbek e. V.
- den Damen Schieß Club Fischbek
- den Neugrabener Tennisclub e. V.
- Hausbruch-Neugrabener Turnerschaft